# العقرب (رواية 1982)
العقرب مجموعة قصص قصيرة يمنية مؤلفها زيد مطيع دماج وتم اصدارها في سنة 1982.

## المجموعة
من قصص المجموعة:
1. العقرب.
2. ثورة بغلة.
3. هاي هتلر.
4. فتاة مدبرة.
5. الظـــاهري.
6. الرحلة.
7. الحياة.
8. أول المنتحرين.